# Pałac Esterházy w Bratysławie
Pałac Esterházy (słowacki: Esterházyho palác) – neorenesansowy budynek na Starym Mieście, w Bratysławie, nad brzegiem rzeki Dunaj, zbudowany w 1870. Budynek został przebudowany w latach 1920 i w 1950 roku, kiedy to został dostosowany do potrzeb Słowackiej Galerii Narodowej.
Dzisiaj, z przylegającymi Koszarami Wodnymi i rozbudowaną nowoczesną częścią znajduje się na nim Słowacka Galeria Narodowa.